# Valyrijské jazyky
Valyrijské jazyky (méně přesně valyrijština) jsou fiktivní jazyková skupina v sérii fantasy románů Píseň ledu a ohně od George R. R. Martina a v její seriálové adaptaci Hra o trůny. Vysoká valyrijština a jazyky z ní vzniklé jsou v knížkách zmíněné, ale je použito pouze několik slov. Drtivou většinu vznešené, astaporské a meereenské valyrijštiny vytvořil pro účely seriálu David J. Peterson, jazyky založil na knižních replikách.

## Vznešená valyrijština
Ve světě Písně ledu a ohně má vznešená valyrijština (neboli vysoká valyrijština) funkci podobnou latině ve středověké Evropě, tedy nepoužívá se v každodenním životě, ale spíše jako jazyk studijní mezi šlechtou Západozemí i Východozemí. Mnoho literatury je napsáno ve valyrijštině.

### Vznik
Pro účely seriálu bylo nutné vytvořit plně funkční jazyky dothračtinu a valyrijštinu, proto HBO uspořádala soutěž, ve které vyhrál David J. Peterson. Producenti mu dali volnou ruku ve zpracování jazyků, neboť dle Petersona se George R. R. Martin příliš nezajímal o lingvistickou stránku ve svém díle.
Do té doby publikované knihy používaly pouze velmi málo slov: valar morghulis (všichni musí zemřít), valar dohaeris (všichni musí sloužit), dracarys (dračí oheň), valonqar (malý bratr) atd. Peterson přeložil některé fráze pro román Vichry zimy.

### Kurz na Duolingu
31. října 2016 byla v Duolingo Incubatoru zahájena práce na kurzu vysoké valyrijštiny pro anglicky mluvící. David J. Peterson je jeden z přispěvatelů kurzu. Beta verze byla uvolněna 12. července 2017 a plná verze pak 15. srpna 2017.